# Albano (jezioro)
Jezioro Albano (znane również jako jezioro Castel Gandolfo) – jezioro wulkaniczne położone w regionie Lacjum, w prowincji Rzym, w Górach Albańskich. W starożytności nazywane było Albanus Lacus. Maksymalna głębokość – 170 m.
Na jego brzegach znajdują się ważne prehistoryczne i rzymskie pozostałości archeologiczne.
Na tym jeziorze odbywały się wyścigi wioślarskie w 1960 roku rozgrywane w programie Igrzysk Olimpijskich w Rzymie.
Zygmunt Krasiński upamiętnił jezioro w wierszu Listku dziś suchy, przypomnij mi strony (1840).